# Offenwarden
Offenwarden is een dorp en voormalige gemeente in het Landkreis Cuxhaven in de deelstaat Nedersaksen. Het dorp werd in 1968 gevoegd bij de gemeente Sandstedt die zelf in 2014 opging in Hagen im Bremischen.
Offenwarden ligt aan de oostoever van de rivier de Wezer.

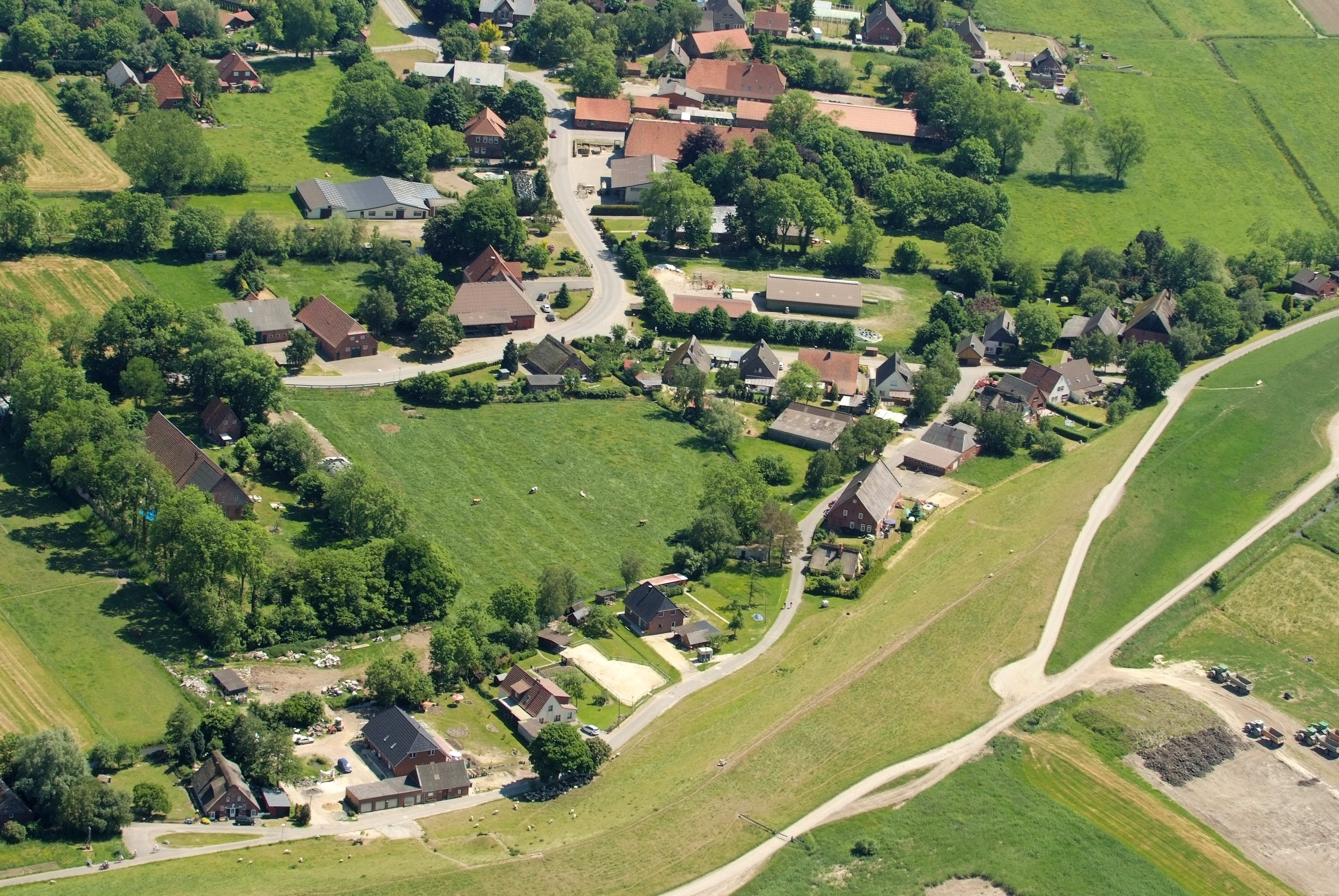
Luchtfoto uit 2012 van Offenwarden
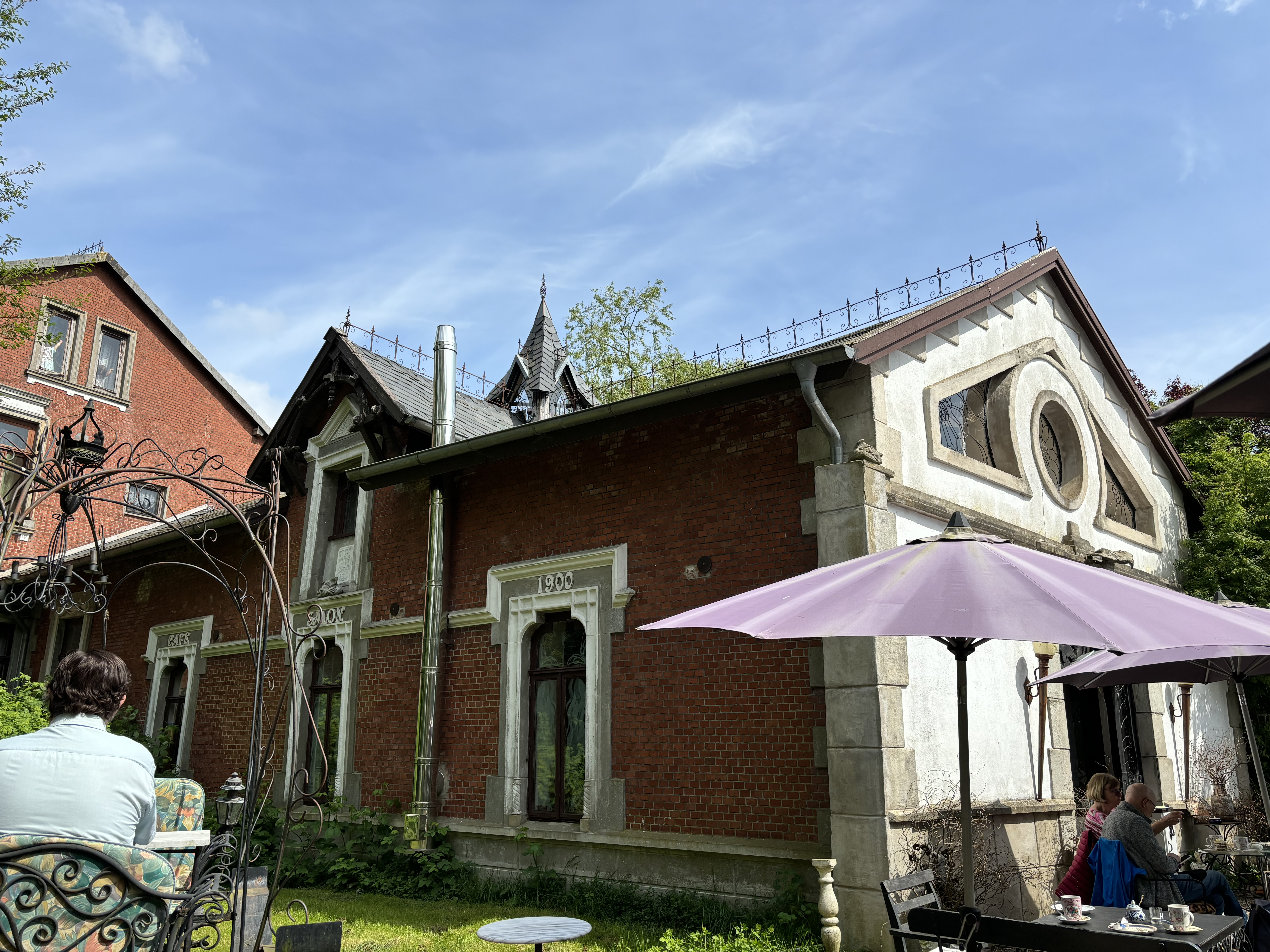
Offenwarden, Villa Osterndorff

In het dorp staat de in 1901 gebouwde Villa Osterndorff , met oranjerie. Dit in een zeer eigenzinnige stijl ingerichte gebouw is ten dele als Cafe 1900 ingericht, en is een populair doel van uitstapjes. 